# Treasure County
Treasure County ist ein County im zentralen Südosten des Bundesstaates Montana der Vereinigten Staaten. Der Sitz der Countyverwaltung (County Seat) befindet sich in Hysham.

## Geographie
Nach den Angaben des United States Census Bureaus hat das County eine Gesamtfläche von 2550 km2, wovon 2530 km2 auf Land und rund km2 (etwa 0,7 %) auf Gewässer entfallen. Nach der Fläche gerechnet ist das Treasure County das viertkleinste County des Bundesstaates. Ein kleiner Teil der Crow Reservation liegt im Countygebiet.

### Hauptstraßen
- Interstate 94
- U.S. Highway 10 (ehemals)
- Montana Highway 311
- Montana Highway 384

### Benachbarte Countys
- Rosebud County – im Norden und Osten
- Big Horn County – im Süden
- Yellowstone County – im Westen

## Demografische Daten

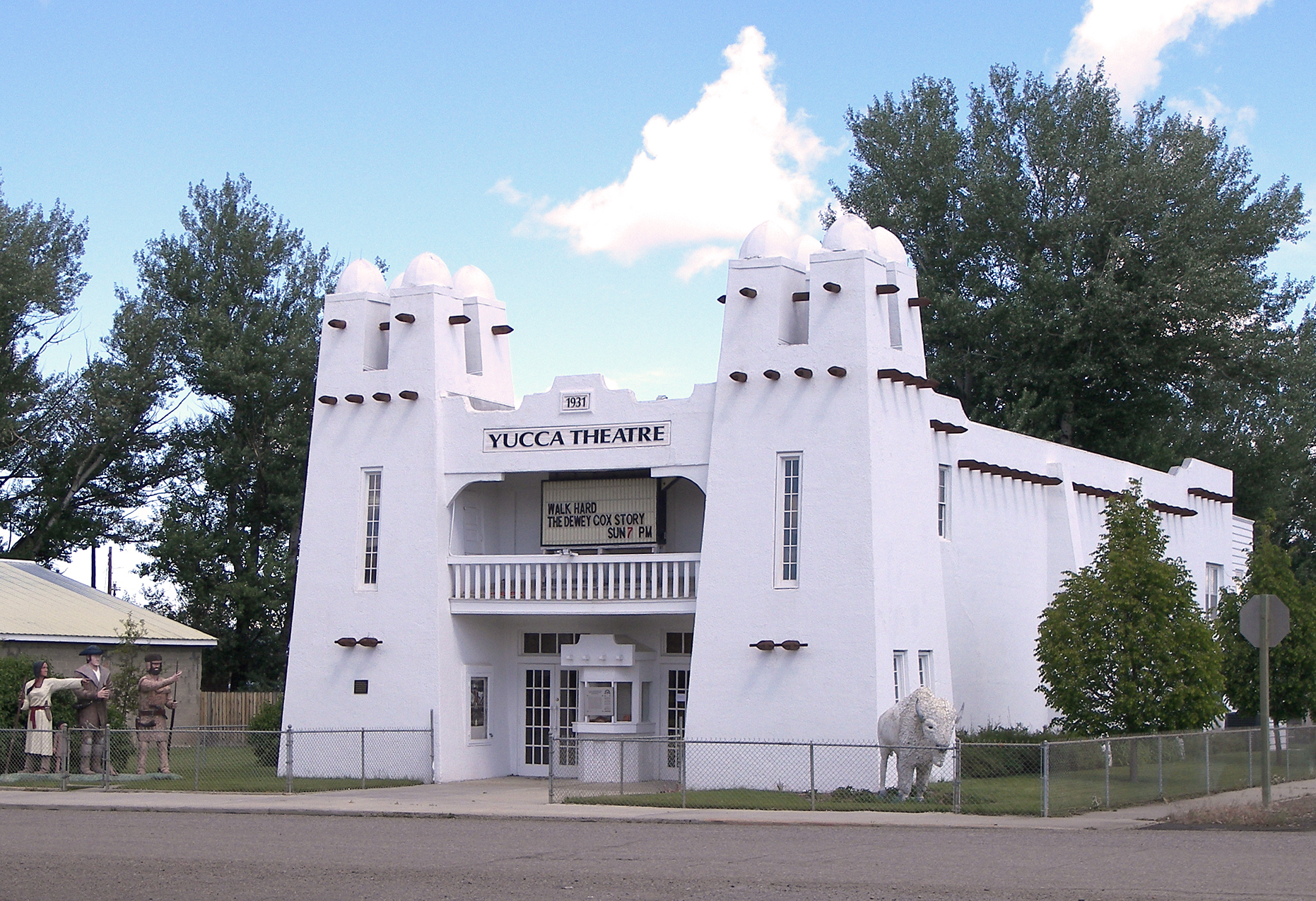
Das Yucca Theatre in Hysham, gelistet im NRHP

Nach der Volkszählung im Jahr 2000 lebten im County 861 Menschen. Es gab 357 Haushalte und 242 Familien. Die Bevölkerungsdichte betrug weniger als 1 Einwohner pro Quadratkilometer. Ethnisch betrachtet setzte sich die Bevölkerung zusammen aus 96,40 % Weißen, 0,12 % Afroamerikanern, 1,63 % amerikanischen Ureinwohnern, 0,35 % Asiaten, 0,00 % Bewohnern aus dem pazifischen Inselraum und 0,93 % aus anderen ethnischen Gruppen; 0,58 % stammten von zwei oder mehr ethnischen Gruppen ab. 1,51 % der Bevölkerung waren spanischer oder lateinamerikanischer Abstammung.
Von den 357 Haushalten hatten 30,80 % Kinder und Jugendliche unter 18 Jahre, die bei ihnen lebten. 59,10 % waren verheiratete, zusammenlebende Paare, 4,20 % waren allein erziehende Mütter. 32,20 % waren keine Familien. 30,00 % waren Singlehaushalte und in 15,10 % lebten Menschen im Alter von 65 Jahren oder darüber. Die Durchschnittshaushaltsgröße betrug 2,41 und die durchschnittliche Familiengröße lag bei 2,98 Personen.
Auf das gesamte County bezogen setzte sich die Bevölkerung zusammen aus 27,80 % Einwohnern unter 18 Jahren, 5,00 % zwischen 18 und 24 Jahren, 23,20 % zwischen 25 und 44 Jahren, 27,30 % zwischen 45 und 64 Jahren und 16,70 % waren 65 Jahre alt oder darüber. Das Durchschnittsalter betrug 42 Jahre. Auf 100 weibliche Personen kamen 104,00 männliche Personen, auf 100 Frauen im Alter ab 18 Jahren kamen statistisch 101,90 Männer.
Das jährliche Durchschnittseinkommen eines Haushalts betrug 29.830 USD, das Durchschnittseinkommen der Familien betrug 34.219 USD. Männer hatten ein Durchschnittseinkommen von 22.750 USD, Frauen 17.188 USD. Das Prokopfeinkommen betrug 14.392 USD. 14,70 % der Bevölkerung und 8,50 % der Familien lebten unterhalb der Armutsgrenze. 22,80 % davon waren unter 18 Jahre und 11,10 % waren 65 Jahre oder älter.

## Geschichte
Drei Bauwerke des Countys sind im National Register of Historic Places eingetragen (Stand 9. Februar 2018).

## Orte im Treasure County
Towns
| - Hysham |

Unincorporated Communitys
| - Myers - Sanders |

Ghost Towns
| - Rancher |